# Sei più bravo di un ragazzino di 5ª?
(La frase che devono pronunciare tutti i concorrenti che abbandonano il gioco senza aver vinto il montepremi massimo)
Sei più bravo di un ragazzino di 5ª? è stato un programma televisivo a quiz trasmesso in Italia tra il 2008 e il 2011 su Sky Vivo, Sky Uno e Cielo. È stato il primo game show proposto da Sky Italia ed è stato condotto da Massimiliano Ossini dal 2008 al 2010 e da Riccardo Rossi dal 2010 al 2011. Gli autori del programma per la versione italiana sono Alvise Borghi, Filippo Cipriano, Katia Iacchini e Daniel Visintin.
Il titolo originale del format statunitense è Are You Smarter Than a 5th Grader? ed è andato in onda per la prima volta il 27 febbraio 2007 sul canale FOX ad opera dell'inglese Mark Burnett, noto produttore televisivo.

## Modalità di gioco
Il concorrente deve rispondere a dieci domande, scegliendo tra diverse materie, tratte da materiali didattici delle elementari: ogni domanda ha un diverso livello di difficoltà indicato dalla classe in cui viene insegnato: storia di prima, geografia di terza e così via. La sequenza di domande, che è la stessa di Chi vuol essere milionario? o di Canta e vinci, prevede un aumento graduale della somma in palio nel seguente ordine:
- 100 €
- 200 €
- 300 €
- 500 €
- 1000 €
- 2000 €
- 3000 €
- 4000 €
- 5000 €
- 10000 €

Una volta data correttamente l'ultima risposta il concorrente può decidere di lasciare il gioco o tentare di quintuplicare il montepremi, rispondendo ad una domanda 'bonus' del valore di 50000 €, sempre tratta da un testo di quinta elementare.
Ad ogni risposta esatta il concorrente può accedere alla domanda successiva o decidere di ritirarsi conservando la vincita accumulata, in caso di risposta sbagliata se il concorrente ha superato la metà del percorso vince un premio di consolazione di 1000 € altrimenti non vince nulla.
Il giocatore ha a disposizione il supporto di una "classe" di cinque studenti di quinta elementare: uno dei bambini, a sua scelta, lo assiste per due domande: il suo intervento può salvare il concorrente dall'errore e quindi dall'eliminazione. Ogni due domande viene scelto un altro membro della classe. I bambini sono in tutto 15 (gli stessi per l'intera stagione) e si alternano sul palco, mentre nell'edizione 2010, i bambini in studio sono solo tre.
L'aiuto fornito dai ragazzi è di tre tipi:
Copia: il concorrente 'copia' la risposta data dal bambino che ha scelto come 'assistente', senza la possibilità di vederla prima di confermarla.
Sbircia: il concorrente guarda la risposta data dai bambini e decide se confermarla o meno.
Salva: in caso di risposta sbagliata, il concorrente può proseguire la gara se il bambino che lo affianca ha dato la risposta giusta.
Ogni aiuto può essere utilizzato una sola volta.
Il gioco si svolge in uno studio che ricorda un'aula scolastica, comprendente banchi, una lavagna (elettronica) e un mappamondo.

## Edizione VIP
Nel 2009 venne organizzata un'edizione speciale di 10 puntate con la partecipazione di 12 concorrenti VIP, il cui montepremi fu devoluto in beneficenza a favore delle popolazioni colpite dal terremoto dell'Aquila del 2009. Nella prima puntata, trasmessa il 3 settembre 2009, partecipò come concorrente Mike Bongiorno, il quale fece la sua ultima apparizione televisiva proprio in questo programma a meno di una settimana dalla sua morte (avvenuta l'8 settembre 2009).
Nelle puntate successive a quella che vide Mike Bongiorno protagonista (e vincitore), giocarono Fabio Caressa, Federico Russo, Jerry Calà, Paola Saluzzi, Roberta Capua, Giorgia Würth, Gianni Canova, Guido Bagatta, Jessica Polsky, Luca Calvani e Alessandro Sampaoli.